# The Rise of Chaos
The Rise of Chaos je patnácté studiové album německé heavymetalové hudební skupiny Accept. Vydáno bylo 4. srpna 2017 skrze vydavatelství Nuclear Blast. Jedná se o v pořadí čtvrté album s americkým zpěvákem Markem Tornillem. Hlavním textovým motivem alba je chaos a destrukce lidského světa, což podle kytaristy Wolfa Hoffmanna reflektuje dobu ve světě v období vydání desky. Producentem alba, na němž se Accept drželi svého zavedeného hudebního stylu a zvuku, byl opět Andy Sneap. Přebal desky znázorňuje hořící a rozpadlou scénu, kterou skupina použila na jejím evropském turné ze začátku roku 2017. Autorem tohoto díla je maďarský výtvarník Gyula Havancsák.
V rámci oslavy vydání alba Accept vystoupili na německém festivalu Wacken Open Air a jejich koncert se skládal ze tří částí. V té první odehráli svůj setlist s novými a starými písničkami, ve druhé vystoupil pouze Wolf Hoffmann, který odehrál písně ze své sólové desky Headbangers Symphony spolu s Českým národním symfonickým orchestrem a v poslední části vystoupili s orchestrem také Accept.
Desce se dostalo kladného přijetí hudebními kritiky; v celkovém hodnocení magazínu Spark se umístila jako třetí nejlepší v měsíci srpen s celkovým počtem 4,34 bodů ze 6. Redaktor časopisu David Havlena ve své recenzi popsal Accept jako „metalové AC/DC“ a uvedl, že The Rise of Chaos řadí společně s albem Blood of the Nations (2010) k tomu nejlepšímu, co Accept ve své nové sestavě vydali. Laura Vezer z hudebního serveru Metal Wani uvedla, že album obsahuje „silné riffy, rytmické refrény a zároveň klasické postupy“. V první desítce hitparád se The Rise of Chaos umístilo v německém žebříčku Media Control Charts, ve švýcarské Schweizer Hitparade, ve Finsku, v Česku dle hodnocení IFPI a ve Švédsku v hitparádě Sverigetopplistan.

## Seznam skladeb
| Pořadí         | Název               | Délka |
| -------------- | ------------------- | ----- |
| 1.             | Die by the Sword    | 5:00  |
| 2.             | Hole in the Head    | 4:01  |
| 3.             | The Rise of Chaos   | 5:16  |
| 4.             | Koolaid             | 4:58  |
| 5.             | No Regrets          | 4:20  |
| 6.             | Analog Man          | 4:10  |
| 7.             | What's Done Is Done | 4:08  |
| 8.             | Worlds Colliding    | 4:28  |
| 9.             | Carry the Weight    | 4:33  |
| 10.            | Race to Extinction  | 5:24  |
| Celková délka: | Celková délka:      | 46:18 |

## Obsazení
- Mark Tornillo – zpěv
- Wolf Hoffmann – kytara
- Uwe Lulis – kytara
- Peter Baltes – basová kytara
- Christopher Williams – bicí

Technická podpora
- Andy Sneap – produkce, mixing, mastering
- Gyula Havancsák – přebal alba